# Посесионе Сант'Антонио (Ферара)
Посесионе Сант'Антонио је насеље у Италији у округу Ферара, региону Емилија-Ромања.
Према процени из 2011. у насељу је живело 23 становника. Насеље се налази на надморској висини од 2 м.